# Pseudocyclopia crassicornis
Pseudocyclopia crassicornis is een eenoogkreeftjessoort uit de familie van de Pseudocyclopiidae. De wetenschappelijke naam van de soort is voor het eerst geldig gepubliceerd in 1892 door Scott T..